# Generalna Dyrekcja ds. Badań Podatku Dochodowego
Generalna Dyrekcja ds. Badań Podatku Dochodowego (ang. Directorate General of Income Tax Investigation) – organ ścigania podatkowego w Indiach w ramach Ministerstwa Finansów. Zajmuje się ściganiem oszustw podatkowych i prania brudnych pieniędzy.